# Чичагов, Михаил Никифорович
Михаил Никифорович Чичагов (4 мая 1819, Петербург — 5 июня 1866, Калуга) — генерал-майор артиллерии. Сын Н. П. Чичагова, отец Н. М. Чичагова и святителя Серафима.

## Биография
Окончил Пажеский корпус в 1838 году, после чего зачислен прапорщиком в 3-ю гвардейскую и гренадерскую артиллерийскую бригаду.
В 1854 году в звании полковника командовал 1-й батареей Учебной артиллерийской бригады. В 1863 — 1864 годах командовал 35-й артиллерийской бригадой. 4 апреля 1865 года произведен в генерал-майоры. 
Последние годы жизни провёл в Калуге на должности воинского начальника Калужской губернии. Под попечением М. Н. Чичагова находился имам Шамиль, ставший ему другом. После смерти М. Н. Чичагова его жена записала: «Некогда жестокий, неумолимый властелин Дагестана и Чечни, а теперь добрый, верный друг наш Шамиль! Он плакал, говоря: „Я, я все с ним потерял! Никогда уже более не будет у меня такого друга, который бы так меня понял и так заботился обо мне!“».
Похоронен на Смоленском кладбище в Санкт-Петербурге.

## Награды
- Знак отличия беспорочной службы за XV лет (1854)
- Орден Святой Анны III степени (1856)
- Орден Святого Станислава II степени (1858)
- Императорская корона к орд. Св. Станислава II ст. (1860)
- Орден Святой Анны II степени (1862)
- Императорская корона к орд. Св. Анны II ст. (1864)[2]

## Семья
Жена ― Мария Николаевна Чичагова (1819—1894) ― писательница.
Дети
- Дочь, умершая в 3-летнем возрасте.
- Александр (1851—1900).
- Николай (1852—1910) — генерал-лейтенант, военный генерал-губернатор Приморской области и наказной атаман уссурийского казачьего войска, начальник Заамурского округа отдельного корпуса пограничной стражи.
- Михаил (1854—1902).
- Леонид (1856—1937) — отставной полковник русской армии (1890), епископ Русской Православной Церкви, член Государственного совета от монашествующего духовенства (1916), митрополит Варшавский и Привислинский (1918), митрополит Ленинградский и Гдовский (1928).